# Crkva sv. Dominika (Konjšćina)
Crkva sv. Dominika je rimokatolička crkva u gradu Konjščina, zaštićeno kulturno dobro.

## Opis dobra
Jednobrodna barokna župna crkva sv. Dominika nalazi se na blagoj uzvisini u središtu naselja Konjščina. Lađa crkve je gotovo kvadratna, a na nju se nastavlja uže i niže svetište poligonalnog zaključka. Sjeverno uz svetište je sakristija, a pred glavnim, zapadnim pročeljem zvonik. Gradnja današnje crkve trajala je od 1729. do 1732. godine. Očuvana propovjedaonica jedna je od najljepših u Hrvatskom zagorju. Sjeverno od crkve nalazi se župni dvor, katnica od opeke s četveroslivnim krovom, s početkom gradnje 1777. g. na mjestu ranijeg drvenog objekta. Ovaj skladni kasnobarokni objekt spada među ranije zidane župne kurije u Zagorju.

## Zaštita
Pod oznakom Z-2840 zavedena je kao nepokretno kulturno dobro - pojedinačno, pravnog statusa zaštićena kulturnog dobra, klasificirano kao "sakralna graditeljska baština".